# شهرمان أمغر
الشهرمان الأمغر أو الشَّهْرَمَانُ الأَحْمَرُ أو بط أبو فروة ويعرف في الهند باسم الشهرمان البراهيمي (الاسم العلمي: tadorna ferruginea) ينتمي إلى فصيلة البطية. هو طائر مائي مميز، يتراوح طوله من 58 إلى 70 سم (23 إلى 28 بوصة) ويبلغ باع جناحيه 110 إلى 135 سم (43 إلى 53 بوصة). ريش جسمه برتقالي ضارب للبني مع رأس أكثر شحوبا، بينما الذيل وريش الطيران في الأجنحة ذي لون أسود، متناقض مع أغطية الأجنحة البيضاء. يعتبر طائرا مهاجرا، يقضي الشتاء في شبه القارة الهندية ويتكاثر في جنوب شرق أوروبا وآسيا الوسطى، مع وجود جمهرات قليلة من الطيور المستقرة في شمال أفريقيا. ندائه عال ومزمر.
يسكن الشهرمان الأمغر في الغالب المسطحات المائية الداخلية مثل البحيرات والخزانات والأنهار. يشكل الذكر والأنثى رابطة زوجية دائمة وقد يكون العش بعيدًا عن الماء، في شق أو حفرة في جرف أو شجرة أو موقع مشابه. يتم وضع ما يقرب من ثماني بيضات وتحتضنها الأنثى وحدها لمدة أربعة أسابيع تقريبًا. يتم رعاية الصغار من قبل كلا الوالدين ويتريشون بعد حوالي ثمانية أسابيع من الفقس.
في آسيا الوسطى والشرقية، الجمهرات ثابتة أو ترتفع، لكن في أوروبا تتراجع بشكل عام. إجمالًا، تمتلك الطيور نطاقًا واسعًا وجمهرات عدة، وقد قام الاتحاد الدولي لحفظ الطبيعة بتقييم حالة حفظ النوع على أنه نوع غير مهدد.

## التصنيف
الشهرمان الأمغر (الاسم العلمي:Tadorna ferruginea) هو عضو في جنس الشهرمان (الاسم العلمي: Tadorna) في فصيلة البطية (الاسم العلمي:Anatidae). تم وصف الطائر بشكل علمي لأول مرة في عام 1764 من قبل عالم الحيوان وعالم النبات الألماني بيتر سيمون بالاس الذي أطلق عليه الاسم العلمي (Anas ferruginea)، ولكن في وقت لاحق تم نقله إلى جنس الشهرمان مع الشهرمانات الأخرى. تضعه بعض السلطات في جنس Casarca جنبًا إلى جنب مع شهرمان جنوب إفريقيا (T. cana) والشهرمان الأسترالي (T. tadornoides) وشهرمان الفردوس (T. variegata). يُظهر التحليل الوراثي أنه أكثر ارتباطًا بشهرمان جنوب إفريقيا. في الأسر، من المعروف أن الشهرمان الأمغر يهجن مع العديد من الأعضاء الآخرين من جنس الشهرمان، مع العديد من أعضاء جنس البط (الاسم العلمي:Anas)، ومع الإوزة المصرية (الاسم العلمي: Alopochen aegyptiaca). لم يتم التعرف على أي نويعات.
يأتي اسم الجنس (Tadorna) من الكلمة الفرنسية "tadorne"، وهي تشير للشهرمان المألوف، وقد يُشتق في الأصل من الكلمة السلتية التي تعني «الطائر المائي الأبقع». يعود الاسم الإنجليزي "sheld duck" إلى حوالي عام 1700 ويعني نفس الشيء. اسم النوع "ferruginea" الاسم لاتيني لكلمة «صدئ» ويشير إلى لون الريش.

## الوصف
ينمو الشهرمان الأمغر إلى 58 إلى 70 سم (23 إلى 28 بوصة) ويبلغ باع جناحيه 110-135 سم (43-53 بوصة) ووزن يتراوح بين 900 و1500 غرام (1.98-3.30 رطل). يمتلك الذكر ريش جسم برتقالي ضارب للبني أما الرأس فأبيض يتحول تدريجيا إلى لون الجسم ابتداءا من الجدين، وفي الرقبة طوق أسود ضيق. الردف وريش الطيران وغطاء الذيل وريش الذيل أسود ويوجد ريش عاكس أخضر قزحي الألوان على الأغطية الداخلية للأجنحة. كلا من الأغطية العلوية والسفلية للأجنحة بيضاء، وهذه الميزة ملحوظة بشكل خاص أثناء الطيران ولكن بالكاد يمكن رؤيتها عندما يكون الطائر في حالة راحة. المنقار أسود والساقان رمادية داكنة. الأنثى مشابهة ولكنها ذات رأس ورقبة شاحبة ضاربة للأبيض وتفتقر إلى الطوق الأسود، وفي كلا الجنسين، يكون اللون متغيرًا ويتلاشى مع تقدم عمر الريش. تنسلخ الطيور في نهاية موسم التكاثر ويفقد الذكر الطوق الأسود، لكن الانسلاخ الجزئي الإضافي بين ديسمبر وأبريل يعيده. اليوافع تشبه الأنثى ولكنها ذات لون أغمق.
النداء عبارة عن سلسلة من النغمات الصاخبة التي تصدر من الأنف، ويمكن تمييز الفرق بين تلك التي يصدرها الذكر والأنثى. يتم النداء على الأرض وفي الهواء، وتتغير الأصوات وفقًا للظروف التي يتم نطقها فيها.

## الانتشار والموطن
توجد جمهرات مقيمة صغيرة جدًا من هذا النوع في شمال غرب إفريقيا وإثيوبيا، ولكن منطقة التكاثر الرئيسية لهذا الطائر تمتد من جنوب شرق أوروبا عبر المنطقة القطبية الشمالية القديمة إلى بحيرة بايكال ومنغوليا وغرب الصين. الجمهرات الشرقية مهاجرة في الغالب، وتشتي في شبه القارة الهندية. استعمرت هذه الأنواع جزيرة فويرتيفنتورا في جزر الكناري، وتكاثرت هناك لأول مرة في عام 1994، ووصلت إلى ما يقرب من خمسين زوجًا بحلول عام 2008. الشهرمان الأمغر هو زائر شتوي مألوف في الهند حيث يصل بحلول أكتوبر ويغادر بحلول أبريل. موطن تكاثرها النموذجي هو الأراضي الرطبة والأنهار الكبيرة ذات المسطحات الطينية والشواطئ الصخرية، وتوجد بأعداد كبيرة في البحيرات والخزانات. يتكاثر في البحيرات والمستنقعات المرتفعة في جامو وكشمير. خارج موسم التكاثر، تفضل تيارات الأراضي المنخفضة والأنهار البطيئة والبرك والأراضي العشبية التي غمرتها الفيضانات والمستنقعات والبحيرات قليلة الملوحة.
على الرغم من ندرة وجوده في جنوب شرق أوروبا وجنوب إسبانيا، إلا أن الشهرمان الأمغر لا يزال منتشرًا في كثير من نطاقه الآسيوي. قد تكون هذه الجمهرات هي التي أدت إلى ظهور المتشردين في أقصى الغرب مثل أيسلندا وبريطانيا العظمى وأيرلندا. ومع ذلك، نظرًا لأن عدد الجمهرات الأوروبية آخذ في الانخفاض، فمن المحتمل أن تكون معظم التوثيقات في أوروبا الغربية في العقود الأخيرة هي للطيور الهاربة أو الوحشية. على الرغم من ملاحظة هذا الطائر في البرية من وقت لآخر في شرق أمريكا الشمالية، لم يتم العثور على دليل على أن هذه حالة حقيقية من التشرد. تكارثت أزواج وحشية من الشهرمان الأمغر بنجاح في العديد من البلدان الأوروبية. في سويسرا، يُعتبر الشهرمان الأمغر من الأنواع الغازية التي تهدد بتنحية الطيور المحلية. على الرغم من الإجراءات المتخذة لتقليل الأعداد، ارتفع عدد جمهرات الشهرمان الأمغر في سويسرا من 211 إلى 1250 فردًا في الفترة من 2006 إلى 2016.
يوجد عدد من الجمهرات المستقرة في موسكو، تستقر في برك حدائق المدينة جنبًا إلى جنب مع البُركة المستوطنة هتاك. يُنظَر إلى أن هذه الطيور هي أحفاد هاربين من حديقة حيوان موسكو، والتي تشكلت على الأرجح بعد عام 1948، عندما تم إلغاء سياسة قص أجنحة الطيور. على عكس الجمهرات البرية، فإن هذه الطيور غير مهاجرة، فهي تقضي الشتاء بدلاً من ذلك في الأجزاء غير المتجمدة من المسطحات المائية بالمدينة.
يتردد هذا الشهرمان في الغالب على مواقع مفتوحة على المسطحات المائية الداخلية مثل البحيرات والخزانات والأنهار. نادرًا ما يُرى في مناطق الغابات ولكنه يسكن في المياه قليلة الملوحة والبحيرات المالحة. على الرغم من أنه أكثر شيوعًا في الأراضي المنخفضة، إلا أنه يسكن أيضًا على ارتفاعات أعلى وفي آسيا الوسطى هو واحد من الطيور المائية القليلة، جنبًا إلى جنب مع الإوزة شريطية الرأس (الاسم العلمي:Anser indicus)، الذان يمكن العثور عليهما في البحيرات على ارتفاع 5000 متر (16400 قدم).